# Filomeno Soares
Filomeno Soares (* 8. August 1991) ist ein Leichtathlet aus Osttimor.
Bei den Sommer-Paralympics 2012 in London nahm er als einziger Sportler seines Landes teil, in den Disziplinen 200 m – T38 und 400 m – T38 der Männer. Bei der Eröffnungsfeier trug er die Flagge Osttimors. Bei den 400 m – T38 schied er im Vorlauf mit dem fünften Platz in 1:15,23 Minuten aus.